# ۵۵۲ (قمری)
۵۵۲ (قمری)، پانصد و پنجاه و دومین سال در گاهشماری هجری قمری است. اول محرم این سال برابر با بیستم فوریه سال ۱۱۵۷ میلادی است.

## رویدادها
- پایان پادشاهی سلجوقیان